# Jack Milburn
John "Jack" Milburn, född 18 mars 1908 i  Ashington, England, död 21 augusti 1979 i Leeds, var en engelsk professionell fotbollsspelare. Milburn spelade större delen av sin karriär i Leeds United FC där han spelade 408 matcher, 386 ligamatcher och 22 FA-cupmatcher, gjorde 30 ligamål och 2 FA-cupmål mellan 1928 och 1939. Han spelade under andra världskriget i Norwich City FC och därefter i Bradford City AFC där han under ett halvår var spelande tränare, spelade 14 matcher och gjorde 3 mål.
Jack Milburn var en av medlemmarna i den beryktade fotbollsfamiljen Milburn. Hans kusin Jackie spelade i Newcastle United och Englands landslag. Övriga medlemmar ur familjen inkluderar bröderna George (Leeds United och Chesterfield FC), Jim (Leeds United och Bradford Park Avenue) och Stan (Chesterfield, Leicester City och Rochdale). Jack Milburn var även morbror till bröderna Jack och Bobby Charlton som båda var legendariska spelare i Leeds United respektive Manchester United samt i det engelska landslag som vann VM 1966.